# Bogatino
Bogatino (bulgariska: Богатино) är ett distrikt i Bulgarien.   Det ligger i kommunen Obsjtina Ardino och regionen Kărdzjali, i den södra delen av landet, 200 km sydost om huvudstaden Sofia. Antalet invånare är 114. Arean är 2,3 kvadratkilometer.